# Rielasingen-Worblingen
Rielasingen-Worblingen is een plaats in de Duitse deelstaat Baden-Württemberg, en maakt deel uit van het Landkreis Konstanz.
Rielasingen-Worblingen telt 12.000 inwoners.
In de gemeente liggen drie dorpen:
- Arlen
- Rielasingen
- Worblingen.

De gemeente grenst in het noorden aan de stad Singen.
De streek heeft van de 16e eeuw tot 1805 tot  Oostenrijk behoord. De bevolking van de gemeente Rielasingen-Worblingen  is overwegend rooms-katholiek. Dat geldt ook voor de kerkgebouwen in de dorpen.
Vanaf 1834 tot aan het faillissement, door de Grote Depressie, in 1929, was er in Arlen een grote textielfabriek in bedrijf. Deze was opgericht door een oorspronkelijk uit Nederland afkomstig, in Amsterdam geboren, industrieel,  Johan ten Brink (1810-1887), die familie had te Boxtel en onder de zogenaamde Tüötten of teuten, reizende textielkooplieden uit Mettingen. Het bedrijf stond in de 19e eeuw bekend om de relatief zeer goede voorzieningen voor zijn arbeiders. De, zeer grote,  plaatselijke basisschool van Arlen draagt nog de naam Ten Brink; van de fabrieksgebouwen is niets bewaard gebleven.
Aach · Allensbach · Bodman-Ludwigshafen · Büsingen · Eigeltingen · Engen · Gaienhofen · Gailingen am Hochrhein · Gottmadingen · Hilzingen · Hohenfels · Konstanz · Moos · Mühlhausen-Ehingen · Mühlingen · Öhningen · Orsingen-Nenzingen · Radolfzell am Bodensee · Reichenau · Rielasingen-Worblingen · Singen · Steißlingen · Stockach · Tengen · Volkertshausen